# Alberto da Costa Pereira
Alberto da Costa Pereira (22. prosince 1929, Nacala - 25. října 1990, Lisabon) byl portugalský fotbalový brankář původem z Mosambiku.
Hrál za Benficu.

## Hráčská kariéra
Alberto da Costa Pereira hrál za Ferroviário Maputo a Benficu. S Benficou vyhrál 2× PMEZ.
Za Portugalsko chytal 22 zápasů.

## Úspěchy
Benfica
- Primeira Liga (8): 1954–55, 1956–57, 1959–60, 1960–61, 1962–63, 1963–64, 1964–65, 1966–67
- Taça de Portugal (5): 1954–55, 1956–57, 1958–59, 1961–62, 1963–64
- PMEZ (2): 1960–61, 1961–62